# Shintarō Ishihara
Pour les articles homonymes, voir Ishihara.
Shintarō Ishihara (石原 慎太郎, Ishihara Shintarō), né le 30 septembre 1932 à Kobe et mort à Tokyo le 1er février 2022, est un écrivain et homme politique japonais. Il est gouverneur de la préfecture de Tokyo du 23 avril 1999 au 31 octobre 2012, ayant annoncé sa démission le 25 octobre précédent afin de former son nouveau parti politique et de participer aux élections législatives suivantes. Il s'associe alors avec des parlementaires du Parti de l'aube du Japon, situé à la droite de l'échiquier politique, avant de rejoindre l'Association pour la restauration du Japon (ARJ) d'une autre personnalité locale, le maire d'Osaka Tōru Hashimoto, et en prend la présidence. Il a également eu une carrière parlementaire sous les couleurs du Parti libéral-démocrate (PLD) : d'abord membre de la Chambre des conseillers, la chambre haute de la Diète du Japon, pour la préfecture nationale de 1968 à 1972, puis est député à la Chambre des représentants, la chambre basse, pour l'ancien 2e district de Tokyo de 1972 à 1995. Il est de nouveau député, élu à la proportionnelle dans un bloc législatif correspondant à Tokyo, pour l'ARJ depuis 2012.
Il reçut en 1955, à l'âge de vingt-trois ans, le prix Akutagawa, le prix littéraire le plus prestigieux du Japon, pour son roman La Saison du soleil (太陽の季節, Taiyo no Kisetsu). Il est également président du club de soutien de la Totsuka Yacht School et membre de la Société japonaise pour la réforme des manuels d'histoire.
Yūjirō Ishihara (石原 裕次郎), l'un des plus célèbres acteurs japonais, mort en 1987, était son frère cadet. Le ministre Nobuteru Ishihara (石原 伸晃) est son fils aîné, l'acteur et animateur de télévision Yoshizumi Ishihara (石原 良純) son deuxième fils, le député Hirotaka Ishihara son troisième fils et l'artiste-peintre Nobuhiro Ishihara son quatrième. La famille Ishihara est une des familles les plus en vue de la politique japonaise.

## Formation et famille
Shintaro Ishihara naît le 9 septembre 1932 à Kobe dans l'arrondissement Kōbeshisuma-ku (神戸市須磨区) dans la préfecture de Hyōgo. Son père Kiyoshi (潔), originaire de la préfecture Ehime (sur l'île de Shikoku) travaillait pour la compagnie de transport Yamashita Kisen (山下汽船), sa mère était originaire de la préfecture d'Hiroshima. Le 17 juillet 1934 naît son frère cadet Yūjirō Ishihara.
En 1937, son père Kiyoshi étant nommé à la tête de la filiale de Hokkaidō, la famille part s'installer dans la ville de Otaru. En 1944, après la nomination de son père à la maison-mère, la famille déménage à Zushi dans la préfecture de Kanagawa.
En 1948, il rentre au lycée Shōnan de la préfecture de Kanagawa. En 1949, il est absent pendant un an de l'école. Il part en France étudier la langue française. En 1951, son père meurt d'une hémorragie cérébrale. En 1956, il se marie avec Noriko (典子), jeune fille de dix-huit ans.
Le 23 janvier 1956, il reçoit le trente-quatrième prix Akutagawa pour son roman La Saison du Soleil (太陽の季節). À vingt-trois ans, il devient alors le plus jeune des lauréats à recevoir ce prix. Le 3 mars, il est diplômé en droit public de l'Université Hitotsubashi.
Le 19 avril 1957 naît son premier enfant, Nobuteru Ishihara. Son second garçon Yoshizumi Ishihara nait le 15 janvier 1962. En 1958, il est engagé par le studio de cinéma Toho pour diriger le film Jeune Brute (若い獣, Wakai kedamono).
Le 17 juillet 1987, son frère Yūjirō meurt des suites d'un cancer, à l'âge de 52 ans.
En 1988, il est élu président de la Japan-Israel Friendship Association.

## L'artiste
En 1967, il est envoyé par le journal Yomiuri Shimbun pour couvrir la guerre du Viêt Nam. En 1996, il publie Ototo au sujet de son jeune frère Yūjirō, roman qui devient un best-seller. En 2004, l'adaptation dorama du roman Ototo est diffusée à la télévision.

### Travaux de jeunesse
En juillet 2000, une exposition des œuvres de jeunesse de Shintarō Ishihara a eu lieu au Hillside Forum de Shibuya. L'exposition organisé par Masako Aoyama, responsable de l'Aoyama Art Consultancy a rassemblé le peintre américain Frank Stella et le critique Fumio Nanjo pour présenter les quelque cent vingt dessins du gouverneur. Parmi les œuvres du jeune Ishihara, nombreuses évoquent un univers dadaïste, où des textes en français rappellent son intérêt pour la France. D'après Masako Aoyama, « M. Ishihara a voulu créer cette galerie pour servir de source d'inspiration aux jeunes gens. » À la suite de cette exposition, Ishihara, qui continue à peindre, a publié un recueil de ses œuvres Fantasy Paintings of Shintaro Ishihara's Teen Days. Il a aussi notamment soutenu l'établissement du Tokyo Art Index qui a pour objectif de promouvoir les artistes contemporains tokyoïtes.

### Le prix Akutagawa
Le Prix Akutagawa (芥川賞), fondé en 1935 en l'honneur de l'écrivain Akutagawa Ryunosuke par la maison d'édition Bungeishunjū (文藝春秋), est comparé au prix Goncourt français. Ce prix qui était alors largement ignoré du grand public, est devenu synonyme de succès populaire, depuis qu'Ishihara a vendu plus de 2,6 millions d'exemplaires de La Saison du soleil.

### Le culte de la tribu du Soleil
La Saison du soleil a été à l'origine d'un véritable phénomène social. L'histoire de cette jeunesse désœuvrée se baladant sur les plages d'Enoshima (Shōnan) en portant des lunettes noires et des chemises hawaïennes a été le symbole de toute une génération de jeunes Japonais, les taiyōzoku (太陽族, littéralement « tribus du soleil »). Après l'adaptation en film, Yūjirō Ishihara deviendra une icône, notamment dans l'interprétation des films taiyōzoku.
Considéré comme l'égal d'un Elvis Presley puis d'Humphrey Bogart par les fans qui continuent de se rendre en pèlerinage au mémorial Yūjirō à Otaru, chaque année. Le roman Ototo de Shintaro a été l'un des plus gros succès littéraires de ses dernières années.[réf. nécessaire]
Les films inspirés des romans de Shintarō Ishihara s'inscrivirent dans la Nouvelle Vague japonaise avec les réalisateurs Nagisa Oshima, Yoshishige Yoshida et Masahiro Shinoda, directement inspirés de la Nouvelle Vague française de Jean-Luc Godard, François Truffaut ou Alain Resnais.
En 1956, François Truffaut, alors critique de cinéma, repèrera le premier film de Kō Nakahira (Passions juvéniles, inspiré de Ishihara) dans un article sous le titre de Si jeunes et des Japonais
.

### L'amitié de Mishima

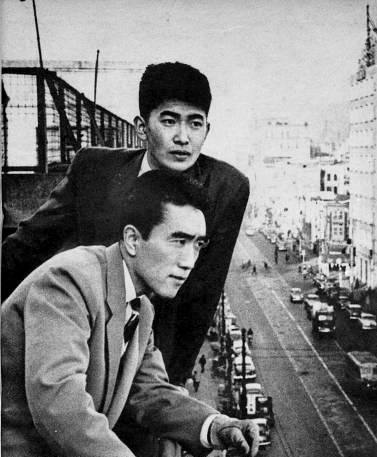
Shintaro Ishihara (deuxième plan) et Yukio Mishima (premier plan) en 1956.

Yukio Mishima, le célèbre auteur japonais qui s'est suicidé, de sept ans son ainé, était le plus ardent soutien de Ishihara depuis ses débuts. Il introduisit Ishihara auprès des écrivains et des critiques dans le monde littéraire ; Ishihara de son côté introduisit Mishima dans le monde de la « sensualité ». D'après Ishihara, « Mishima-san a grandi dans une famille de bureaucrates et derrière son envie il était inhibé par les conventions ». L'auteur du Soleil et l'Acier aimait beaucoup Shintarō et regrettait qu'il ait abandonné sa carrière littéraire. Mais étrangement, ce fut lui qui conseilla à Ishihara de se lancer en politique. En novembre 1964, Mishima devient l'un des éditeurs des huit volumes de la Shintarō Ishihara Library (Kawade shobo shinsha). Ishihara entretient la mémoire de Mishima et aime discuter de son mentor. Pour Ishihara, « Le Japon n'est plus le même depuis qu'il nous a quittés, mais son projet politique était une blague ».

### Vie pré-politique
Dans les années 1960, il s'est principalement concentré sur son métier d'écrivain, écrivant des articles, créant des pièces, des romans, une version musicale de L'Île au trésor. Il a participé à des films, a créé sa société Ishara International Productions, a voyagé jusqu'au Pôle Nord, a participé à des courses nautiques avec son yacht le Contessa, a traversé l'Amérique du Sud à moto, couvert la guerre du Viêt Nam, etc.
Durant cette période, dans un article d'un magazine hebdomadaire, Ishihara qualifia d'esbroufe l'aventure de Horie Ken'ichi (謙一 堀江), ce qui entraîna une vive polémique. En 1963, après la victoire du championnat par le sumotori Kashiwado (柏戸), Ishihara écrivit dans un magazine que le match avait été truqué ; l'Association japonaise de sumo porta plainte.
Dans les années 1970, alors que l'attrait pour Nessie battait son plein, Ishihara alla au Loch Ness en étant le capitaine d'un groupe d'exploration.
Ishihara fut un admirateur de l'artiste japonais provocateur des années 1970 Yoshiki Okamoto et après son élection au poste de gouverneur, soutint la restauration du Young Clock Tower de Ginza.

### Télévision
Ishihara apparaît régulièrement dans des Variety-Show à la télévision en tant que guest star. Il intervient aussi dans le Qui veut gagner des millions ? japonais.

## L'homme politique

### Les débuts
En 1965, il entre en politique et adhère au parti libéral-démocrate (PLD). En 1968, sous les couleurs du PLD il est élu à la Chambre des conseillers, chambre haute de la Diète, avec un record historique de 300 000 de voix. En 1972, il change de quartier électoral et est élu à la chambre des représentants (Shūgi-in), la chambre basse de la Diète. Il sera réélu sept fois de suite en tant que député.
En 1973, Shintaro Ishihara, Michio Watanabe (渡辺 美智雄), Ichirō Nakagawa (中川 一郎), Masayuki Fujio (藤尾 正行) forment le club politique Seirankai (青嵐会) ou « Vent de montagne » avec une trentaine de députés (26 députés et 5 sénateurs) en faisant un serment de fidélité avec leur propre sang. L'objectif de ce groupe de jeunes députés PLD, hors-faction, est d'apporter un air frais à la politique japonaise.
En 1975, soutenu par le PLD, il se présente au poste de gouverneur de Tokyo mais perd contre Ryōkichi Minobe (美濃部 亮吉) avec 233 000 voix. En 1976, il est réélu à la Chambre des représentants du Parlement et devient Directeur général de l'Agence de l'Environnement, sous le gouvernement de Takeo Fukuda.
En 1987, il devient ministre des Transports sous le gouvernement de Noboru Takeshita.
En 1990, aux nouvelles élections, Nobuteru Ishihara est victorieux ; père et fils sont ainsi tous les deux présents à la Chambre des Représentants.
En 1995, après vingt-cinq ans de présence à la Chambre des Représentants, Ishihara annonce son départ par un discours de remerciements.
Le 28 juillet 2007, lors des élections sénatoriales, le Premier ministre Shinzo Abe, dont la popularité était au plus bas, a fait campagne à Tokyo pour son parti le PLD en compagnie du gouverneur Ishihara populaire auprès des Tokyoïtes.

### L'idée d'un nouveau parti
Depuis 2002, une théorie politique ferait de Ishihara le prochain Premier ministre. La rumeur laisse entendre qu'il formerait son propre parti. Un événement qui « secouerait jusqu'aux fondations du pouvoir politique au Japon » selon certains. Shizuka Kamei (亀井 静香) a appelé de ses vœux la création d'un nouveau parti autour de Ishihara. Takeo Hiranuma (赳夫 平沼) de la faction Shisui-kai soutient lui aussi Ishihara dans ce sens. Son fils aîné Nobuteru Ishihara (伸晃 石原) et des conservateurs proches de Ishihara comme Yoshitada Kōnoike (祥肇 鴻池) seraient prêts à soutenir ce parti.

### Le Japon qui peut dire «No»
Sorti en 1989, cet ouvrage a été un succès au Japon mais a eu un écho assez négatif chez les politiciens américains. Le livre a inquiété les diplomates américains au point qu'une version pirate et partielle préparée par un département du Pentagone a rapidement circulé à Washington. À la suite des pressions du Congrès américain, le fondateur de Sony Akio Morita (昭夫 盛田) a dû discrètement se retirer de cette collaboration. Cet ouvrage critiquait la gestion des entreprises américaines privilégiant le court-terme et faisait en fait réponse au rapport américain Japan 2000 de 1988 qui tentait d'analyser les nombreux échecs des entreprises américaines face aux entreprises japonaises. Ishihara a publié l'essai en anglais puis a collaboré avec le Premier ministre malaisien Mahathir Mohamad pour L'Asie qui peut dire « No » ou la Voie de l'Asie.

### Ishihara sur sa formation politique
« Je me suis formé basiquement à la politique avec mon expérience dans les courses nautiques internationales. J'étais le commodore d'un comité de courses nautiques. Pas une vieille bicoque mais un grand yacht. La course est dangereuse car si des bateaux se percutent, des gens peuvent mourir et les bateaux qui coûtent des dizaines ou des centaines de millions de yens pourraient être perdus. Après ce genre d'accident, le jury international établit une cour martiale, et si vous ne vous justifiez pas correctement, vous perdez et supportez tout le blâme. Je crois que cela s'applique à la fois à la politique intérieure et internationale. »[réf. nécessaire]

### Mandat politique
Après avoir couvert la guerre du Viêt Nam avec son Cessez-le feu de Noël, la vérité (クリスマス停戦（トルース)), Ishihara tomba malade, victime d'une hépatite. Avec cette expérience et une lettre de sympathie de Yukio Mishima (由紀夫 三島) l'y exhortant, Ishihara commença à vouloir faire de la politique.
Il reçut aussi le soutien de ses amis artistes, appelés pour l'occasion le Corps Ishihara (石原軍団) : ils apparurent de manière fréquente et positive dans des programmes de divertissements.
Dans le monde politique, Shizuka Kamei, Hiromu Nonaka (en) (野中 広務) font partie de ses amis. Il voit aussi régulièrement Yasuhiro Nakasone, l’ancien Premier ministre. Il était l'ami du président américain Ronald Reagan et du leader de l'opposition philippine Benigno Aquino, Jr., il est celui du président taïwanais Chen Shui-bian et entretient de bons contacts avec John R. Bolton, l'ancien ambassadeur américain à l'ONU de 2005 à 2006.
Ishihara a proposé l'application de l'ordre public par les Forces japonaise d'autodéfense, fait référence à la Chine par le vieux terme de Shina (支那), fait référence aux résidents coréens, chinois et américains du Japon par l'expression populaire de Sangokujin (三国人), critiqué les trois otages japonais en Irak, proposé une réforme de la Constitution, proposé d'ignorer la loi pour traiter avec les terroristes (法を無視してでもテロと闘う). Ses discours ont chaque fois reçu leur lot de critiques et de soutiens au Japon, faisant de lui l'une des personnalités les plus controversées de la scène politique de l'archipel.

#### Le député Ishihara
Il est élu à la Chambre des conseillers (à la proportionnelle nationale) de 1968 à 1972 puis de la Chambre des représentants pour l'ancien 2e district électoral de Tokyo (les arrondissements de Shinagawa et d'Ōta ainsi que les îles de l'archipel de Nanpō). Il tente également une première fois d'être élu gouverneur de Tokyo en 1975, il est battu, relativement de peu, par le socialiste sortant Ryōkichi Minobe, en réunissant 43,9 % des suffrages exprimés contre 50,5 % pour le vainqueur.
Membre du Parti libéral-démocrate (PLD, conservateur) au pouvoir, il fonde en 1973 avec d'autres jeunes députés se démarquant par une volonté de renouvellement politique, leurs positions de faucons en matière de politique étrangère (notamment hostiles à la république populaire de Chine et proches de Taïwan) et nationalistes, le club-politique inter-faction du Conseil de la Maison bleue (青嵐会, Seiran-kai). Cette création est marquée par un pacte de sang passé entre ses membres. Ce groupe se constitue en 1979 en faction à part entière, l'Association des compagnons pour une réforme libérale (自由 革新 同友会, Jiyū-kakushin dōyūkai). Mais après le suicide d'Ichirō Nakagawa, son président, en janvier 1983, ce groupe se dissout progressivement et disparaît définitivement en 1984. Il rejoint ensuite le Conseil pour la nouvelle politique (清和政策研究会, Seiwa Seisaku Kenkyūkai) de l'ancien Premier ministre Takeo Fukuda. Poids lourds de la vie politique japonaise tout en manquant de soutiens dans un parti dominé par le jeu des factions, il échoue à prendre la tête du PLD (et donc celle du gouvernement) à l'élection du président du mouvement du 8 août 1989, n'obtenant que 48 voix de parlementaires contre 279 à Toshiki Kaifu et 120 à Yoshirō Hayashi.
Durant cette période, il est membre du Cabinet à deux reprises : tout d'abord en tant que directeur de l'Agence de l'Environnement du gouvernement de Takeo Fukuda du 24 décembre 1976 au 28 novembre 1977, puis comme ministre des Transports également chargé du Nouvel Aéroport international de Tokyo dans celui de Noboru Takeshita du 6 novembre 1987 au 27 décembre 1988.
En tant que parlementaire puis ministre, il se fait remarquer notamment par plusieurs actions ou prises de position :
- années 1970 : Ishihara propose un plan pour aller délivrer le sénateur Benigno Aquino, un de ses amis, qui a été emprisonné par le dictateur des Philippines Ferdinand Marcos ;
- en 1981, il aida Ronald Reagan à obtenir le soutien du monde financier japonais lors des élections présidentielles. En retour, Ishihara fut invité à Washington par le nouveau président Reagan pour son investiture ;
- en 1988, alors qu'il était ministre des Transports et qu'une expérience de ligne téléphonique avait lieu dans la préfecture de Miyazaki, sur l'île de Kyūshū, Ishihara déclare que « l'on ne peut pas mener une expérience au milieu des porcheries et des poulaillers, et se prétendre fier de la technologie japonaise dans le monde » ;
- la même année, 1988, il a qualifié les forces militaires américaines stationnées au Japon de « chiens de garde » (番犬?), ce qui provoqua l'indignation publique de Richard Lee Armitage, l'assistant du secrétaire à la Défense américain chargé des relations militaires États-Unis–Japon.

#### Premier mandat du gouverneur Ishihara
En 1999, lors de son discours présentant sa candidature, il a pris la parole avec cette plaisanterie : « Bonjour, je suis le grand frère de Yūjirō Ishihara » (Shintarō est aussi connu que son frère).
Son slogan pour les élections est « Changer le Japon depuis Tokyo ». Il propose la transformation de la base américaine de Yokosuka en aéroport civil pour désengorger celui d'Haneda. Il promet l'assainissement des finances de la préfecture. Cette élection est alors très médiatisée, en raison du nombre de poids lourds politiques sur le plan national et de personnalités connues du grand public à se présenter : outre Ishihara, sont également engagés dans la campagne Kunio Hatoyama (petit-fils de l'ancien Premier ministre du direct après-guerre et père fondateur du PLD Ichirō Hatoyama ainsi que du fondateur du géant mondial du secteur pneumatique Bridgestone Shōjirō Ishibashi dont il a hérité d'une partie de la fortune, souvent comparé avec son frère Yukio Hatoyama, avec lequel il a créé en 1996 le PDJ, aux Kennedy) et Yōichi Masuzoe (un politologue spécialiste des relations internationales et des questions de santé publique devenu une véritable célébrité pour être un habitué des plateaux de télévision). Bien que n'étant soutenu par aucun grand parti (la fédération locale du PLD a investi l'ancien secrétaire général adjoint pour les Affaires humanitaires et coordinateur des secours d'urgence Yasushi Akashi, et le PDJ fait campagne pour Hatoyama), il est élu avec 30,47 % des suffrages et près du double des voix obtenues par Kunio Hatoyama, arrivé second.
Une de ses premières mesures a été la « Stratégie du refus des voitures diesel », et il a créé l'évènement en brandissant devant des caméras de télévision une bouteille pleine de particules cancérigènes émises en grande quantité par les véhicules fonctionnant au diesel. Le gouverneur mène une politique urbaine libérale tout en imposant que les toits des immeubles qui font plus de 100 m² de superficie soient couverts de zones vertes. Il désire limiter la croissance de la population dans le centre de Tokyo à un million d'habitants en plus (+ 50 %).
Afin de stabiliser les comptes de la préfecture, Ishihara a tout d'abord entrepris d'importantes coupes budgétaires en interrompant certains projets immobiliers ou de travaux publics de la préfecture comme la création d'une nouvelle ligne du réseau public préfectoral Toei ou en proposant la vente de certains biens de la collectivité, jusqu'à envisager de louer les locaux de l'hôtel du gouvernement de Tokyo. Il cherche également à augmenter les revenus de la métropole, et a profité d'un vide juridique dans le code fiscal national pour instituer une taxation locale de 3 % sur les bénéfices bruts (plutôt que sur les profits nets) des banques. L'idée, reprise dans d'autres préfectures et au niveau national, a été critiquée par des députés conservateurs, puis un compromis a été trouvé dans le nouveau code national. Il met également en place une taxe progressive sur les hôtels de la préfecture en fonction des prix des chambres occupées. Autre proposition controversée, Ishihara a également envisagé des politiques originales au Japon comme la création d'un ou plusieurs casinos sur le front de mer de l'île d'Odaiba (alors même que les jeux de hasard sont très limités au Japon, et les casinos officiellement interdits),.
Au sujet des étrangers entrés illégalement au Japon, le gouverneur s'est inquiété de l'augmentation des crimes dont ils seraient responsables et a mis l'accent sur le rétablissement de l'ordre public. En 2000, il appelle publiquement à ce que les Forces japonaise d'autodéfense se tiennent prêtes à parer d'éventuelles émeutes d'étrangers en cas de tremblement de terre en faisant un parallèle avec certaines personnes venant des anciennes colonies du Japon (Corée ou Chine) qui, après la fin de la Guerre et la défaite japonaise, ne se reconnaissant donc plus de leur statut colonial, ont formé un certain nombre de bandes criminelles. Il crée alors une nouvelle polémique en employant le terme de sangokujin, considéré comme péjoratif. Après des appels à sa démission venant des associations de descendants d'immigrés (notamment coréens) et de personnalités politiques de tout bord, le gouverneur dut s'expliquer sur le sens de ses propos tout en refusant de s'excuser, considérant que le terme avait été sorti de son contexte par les journalistes et présentant sangokujin comme un mot employé par les Japonais à l'époque où « après la Guerre, quand nous avons perdu, les Chinois d'origine taïwanaise et les populations venant de la péninsule coréenne ont persécuté, volé et parfois battu des Japonais [...] Donc ce n'est pas péjoratif. C'est plutôt un signe de crainte à leur égard ». Le 8 mai 2001, dans le journal Sankei Shimbun, au sujet des clandestins chinois, le gouverneur a exprimé son anxiété « pour la société japonaise qui fait face à une épidémie de crime caractérisée par l'ADN des criminels ».
Sur le plan diplomatique, il multiplie les provocations contre la république populaire de Chine, qu'il condamne en tant que régime communiste et non démocratique, ainsi qu'à la Corée du Nord (voire à la Corée du Sud). Passant pour être un fervent nationaliste, après son élection, Shintarō Ishihara a promis de se rendre chaque année, le 15 août, jour de commémoration de la fin de la Seconde Guerre mondiale et de la capitulation du Japon, au sanctuaire Yasukuni honorant la mémoire des soldats morts pour le pays dont plusieurs criminels de guerre de classe A. À la question des journalistes qui demandaient si cette visite se ferait « à titre public ou à titre personnel », il répondit avec fougue « Je ne vais pas répondre à ces idioties ! ». Il se rapproche de plus de la république de Chine (Taïwan) et, en 2000, il se déplace à Taipei pour assister à l'intronisation du président taïwanais Chen Shui-bian. Lors de la visite du 14e Dalaï Lama au Japon en avril 2000, il exprime publiquement sa volonté de le rencontrer mais, à la suite des protestations de Pékin, le ministère japonais des Affaires étrangères fait savoir au bureau du chef spirituel tibétain qu'il lui refuserait à l'avenir tout visa d'entrée sur le territoire nippon si jamais il rencontrait le gouverneur de Tokyo. En ce qui concerne la Corée du Nord et la question non résolue des otages japonais, la préfecture de Tokyo a protesté en appelant à des sanctions économiques contre le régime de Pyongyang, dont le refus d'envoyer de la nourriture.
En 2001, Ishihara a mené campagne contre les nombreux corbeaux qui hantent la ville de Tokyo : celle-ci en compte près de 30 000. Pour résoudre le problème des Karasu, d'après lui, « il faut les abattre dans le ciel, et ensuite en faire des tartes aux corbeaux ».

#### Deuxième mandat du gouverneur Ishihara
En 2003, Ishihara est réélu gouverneur de Tokyo, avec 70,21 % des votes. S'étant présenté en candidat indépendant, il a reçu le soutien des électeurs traditionnels du PLD, du Nouveau Kōmeitō mais aussi du PDJ. Après cette victoire, Ishihara a affirmé qu'il continuerait son programme : « Tokyo sera le levier qui me permettra de réaliser ma mission, sortir notre pays de la crise actuelle ».
En mai 2004, le gouverneur de Tokyo est officiellement accueilli par le président taïwanais Chen Shui-bian et lui transmet son espoir que son administration assure la prospérité de la république de Chine et la paix de la région asiatique. Il explique par ailleurs que bien que le Japon n'ait pas de relation diplomatique avec Taiwan depuis 1972, il désire pour sa part développer les échanges culturels, technologiques et économiques entre sa préfecture et Taïwan.
En 2004, à la suite de la réorganisation de l'Université métropolitaine de Tokyo en Université de la capitale Tokyo, plus orientée sur l'insertion professionnelle, les arguments de certains professeurs ayant été négligés, ces derniers ont organisé leur opposition. À l'occasion de cette réorganisation, les départements de langues étrangères ont été rassemblés dans une filière de « langue internationale » et les départements de langue française et de langue allemande ont été supprimés. Les professeurs de français ont alors manifesté et écrit des lettres de protestation. Le 19 octobre 2004, lors d'un discours portant sur ces réformes, à l'occasion de la réunion du Tokyo U-club, le gouverneur, agacé par l'agitation, a évoqué cette opposition infructueuse dans les faits : « Il y a d'innombrables enseignants d'allemand et de français à l'Université municipale de Tokyo, alors que le nombre des étudiants est proche de zéro. » Le gouverneur de Tokyo a rajouté : « Le français est une langue inapte au calcul, il est tout à fait normal qu'elle soit disqualifiée comme langue internationale. Certains individus qui s'accrochent à une telle langue manifestent une opposition infructueuse (à la création d'une nouvelle université). C'est ridicule et ne mérite pas d'être pris en considération. » Sa phrase fait référence à la façon dont les Français comptent à partir de 70 : « soixante-dix ». Le gouverneur Ishihara s'est expliqué et s'est excusé pour ses propos qui auraient été mal compris. Mais s'appuyant sur cette phrase, une association menée par Malik Berkane, directeur d'une école privée de langue présente à Tokyo a porté plainte contre le gouverneur de Tokyo pour propos racistes, et réclame « au nom de la défense de la langue française honteusement attaquée » 500 000 yens pour chacun des plaignants. Les autorités françaises ont cependant fait savoir, par le biais de l'ambassadeur de France à Tokyo, qu'il n'y avait pas de polémique : « Des propos ont été prêtés au Gouverneur de Tokyo sur le français. Je ne souhaite en aucune façon engager une polémique. » En décembre 2007, Ishihara remporte ce procès, le tribunal de Tokyo considérant que les plaignants n'avaient subi aucun dommage. Dans une interview à l'AFP en février 2008, Ishihara rappelle son amour pour la France et explique avec humour que l'ambassadeur de France lui avait confié avoir lui-même des problèmes pour compter en français.
En 2004 toujours, il crée une banque publique préfectorale, la ShinGinko Tokyo Bank, afin de prêter aux petites et moyennes entreprises et de les aider à se développer. Mais cet établissement est très critiqué à partir de 2007 pour avoir fait perdre environ un milliard de dollars américains aux contribuables à travers des opérations risquées.
Le 20 mai 2005, il a inspecté les îlots Okinotorishima, à 1 700 km de Tokyo. Le statut de l'île est contesté par la Chine. Ishihara a proposé la construction d'une centrale électrique et du peuplement des îles, et a fortement critiqué les discours anti-japonais du gouvernement chinois.
En juin 2005, concernant la venue ou non du Premier ministre Jun'ichirō Koizumi au sanctuaire Yasukuni, il a déclaré : « Si le Premier ministre ne vient pas à Yasukuni, le pays va se détériorer bruyamment de l'intérieur ».
En août 2005, Dans son édition du mois d'août, Bungeishunjū a fait paraître « Quelles sont les qualités nécessaires pour être Premier ministre ? », une série d'entretiens par le gouverneur Shintarō Ishihara avec Shinzo Abe, ancien secrétaire général du PLD, Yasuhiro Nakasone, ancien Premier ministre, et Hiromu Nonaka, secrétaire général du PLD. Shintarō Ishihara était alors présenté dans les médias, et cela depuis 2002, comme l'un des candidats les plus probables pour accéder à la fonction de chef du gouvernement japonais si jamais Koizumi devait être amené à démissionner, certains hommes politiques de la majorité proches de lui, dont Shizuka Kamei, ayant notamment proposé de créer un « parti Ishihara » pour y arriver.
Le 6 août 2005, le gouverneur de Tokyo a déclaré que la ville de Tokyo allait certainement se déclarer candidate pour les jeux olympiques d'été de 2016, comme elle les avait accueillis en 1964.
En août 2005, le Premier ministre Jun'ichirō Koizumi a décidé de dissoudre la Chambre des représentants et de provoquer des élections législatives anticipées, le 11 septembre 2005, afin de purger le PLD de ses propres opposants politiques. Dans cette perspective, le 13 août 2005, le gouverneur de Tokyo a déclaré qu'il soutiendrait Koki Kobayashi, député sortant et opposant de Koizumi et de sa réforme de la poste japonaise, contre le candidat du Premier ministre, Yuriko Koike, ministre de l'Environnement.
Le 15 août 2005, alors que Jun'ichirō Koizumi renonce à se rendre au sanctuaire Yasukuni à la suite des protestations de la république populaire de Chine et de la Corée du Sud, Shintarō Ishihara, accompagné d'une cinquantaine de députés PLD, s'y rend pour prier à la mémoire des morts japonais.
Le 23 août 2005, il annonce qu'il va produire un film sur les kamikazes, Je vais mourir pour personne d'autre que vous, fondé sur ses entretiens avec Tome Torihama :« L'histoire ne justifie en rien les kamikazes mais elle illustre leur magnifique, et néanmoins tragique, adolescence. Je crois que j'ai décrit la beauté et la tristesse de leur jeunesse dans le script. »
Le 14 avril 2006, Ishihara a publiquement regretté le retrait de Pékin du forum du Réseau asiatique des villes principales (Asian Network of Major Cities 21). Le gouverneur de Tokyo qui s'est personnellement impliqué pour développer cette organisation, afin notamment de régler de manière concertée dans la région les problèmes environnementaux, a considéré que l'absence de la capitale chinoise était regrettable.
Le 24 avril 2006, lors de l'inauguration de l'exposition Collection de la Fondation Cartier pour l'art contemporain au Musée d'art contemporain de Tokyo, le gouverneur de Tokyo, a critiqué dans son discours les œuvres qui étaient présentées, notamment celle de l'australien Ron Mueck ou d'Alain Gomes. Ishihara a estimé que l'Art contemporain méritait mieux que les œuvres, mineures selon lui, de la Fondation Cartier. « En venant ici, je pensais voir de grandes choses, mais en fait, je n'ai rien vu. Cette exposition d'art contemporain est ridicule ». Durant son tour de l'exposition il a déclaré que « l'art contemporain qui nécessite d'être expliqué ne vaut rien » et qu'au vu de l'ensemble du catalogue Cartier, censé regrouper des œuvres majeures principalement occidentales, « La culture japonaise est plus belle que la culture occidentale ».
Le 29 avril 2006, le gouverneur de Tokyo a rendu public le plan de développement de la ville pour accueillir les Jeux olympiques d'été de 2016.

#### Troisième mandat du gouverneur Ishihara

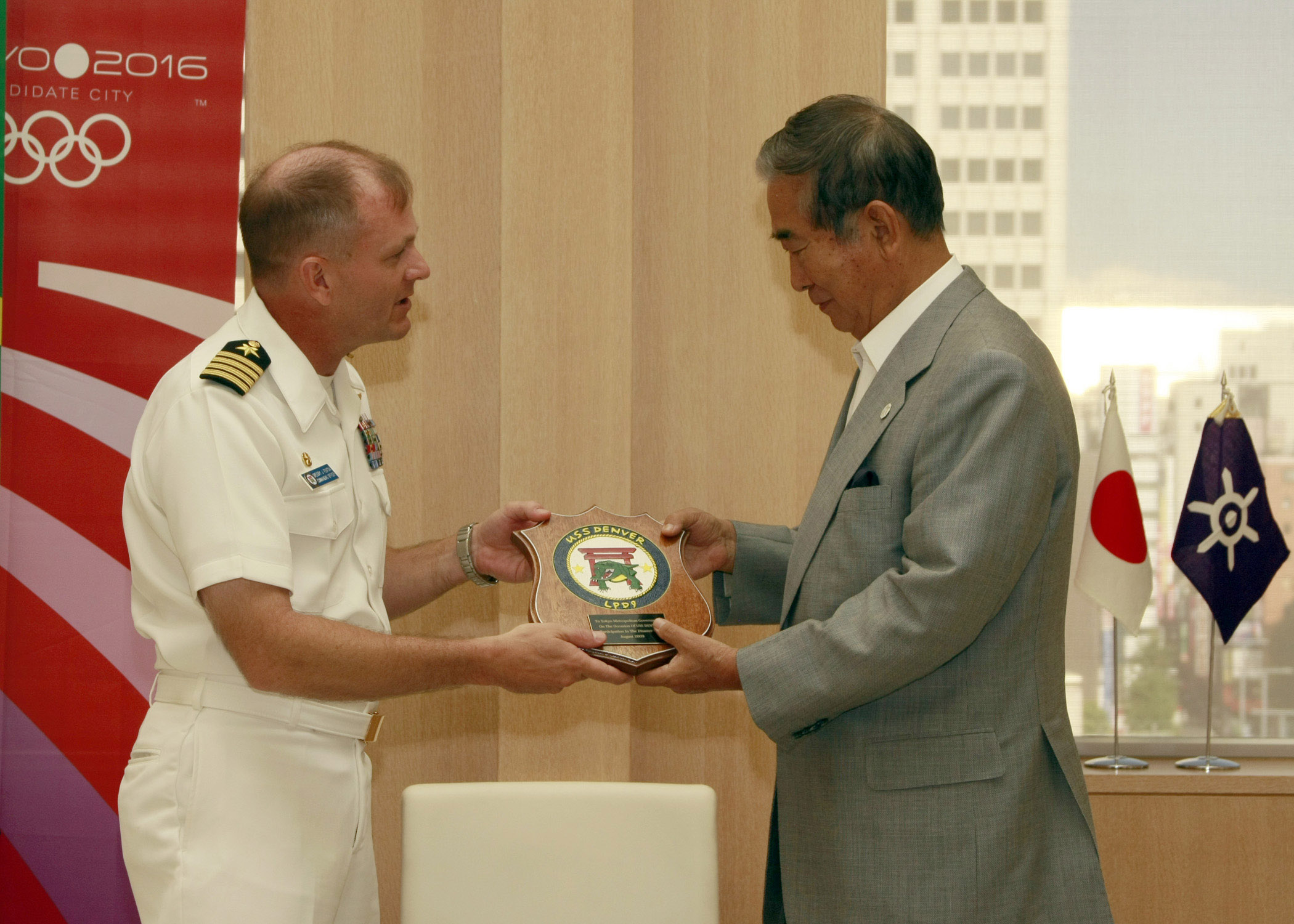
Shintarō Ishihara et le capitaine de la marine américaine Gregory J. Fenton le 28 août 2009

En avril 2007, Ishihara est réélu facilement gouverneur de Tokyo, avec 50,52 % des suffrages exprimés alors qu'il devait faire face cette fois à 13 candidatures adverses, dont celle de l'ancien gouverneur de la préfecture de Miyagi (entre 1993 et 2005) Shirō Asano soutenu par les principales forces d'opposition non communistes (le PDJ et le PSD).
En décembre 2007, Shintarō Ishihara a remporté le procès intenté par des professeurs français qui s'indignaient des remarques du gouverneur sur la difficulté de compter en français et réclamaient de fortes indemnisations financières (21 millions de yen). La comparaison utilisée par Ishihara, l'exemple du nombre 91 = 4 x 20 + 11, a été repris par les médias japonais pour illustrer le bienfondé de cette décision judiciaire. Pour Ishihara, la cour a pris une décision logique car « on ne peut pas poursuivre en justice une personne simplement parce que l'on n'aime pas ses propos ».
En février 2008, lors d'une interview à l'AFP, Shintarō Ishihara a détaillé son vieil amour pour la France. Diplômé en français à l'université, il tombe amoureux d'une jeune française. Ami d'André Malraux, de Raymond Aron, de Francois Truffaut, il est le premier à traduire en japonais les Contes cruels d'Auguste de Villiers de L'Isle-Adam. Le film Passions juvéniles dont il est le scénariste, sera une source d'inspiration de Truffaut.
Le 28 mai 2008, en compagnie de Bono, le chanteur de U2, et de l'architecte Tadao Ando, Shintarō Ishihara a lancé le projet « Île verte » près d'Odaiba, par une cérémonie de plantations d'arbres par des écoliers. Sur cette île-forêt de 88 hectares dans la baie de Tokyo, il est prévu de planter 480 000 arbres.
Le 3 juin 2008, en dépit de la résistance des industriels, le gouverneur de Tokyo a annoncé qu'il désirait lancer le premier système de quotas de carbone du Japon, effectif en 2010, en visant une réduction de 25 % des émissions de carbone d'ici 2020 par rapport au niveau de 2000. Les écologistes japonais se sont félicités de cette nouvelle et ont appelé le reste du Japon à suivre la même voie.
La victoire de l'opposition (PDJ et PSD) aux élections à l'Assemblée métropolitaine de Tokyo du 12 juillet 2009 est perçue comme un désaveu essentiellement du très impopulaire gouvernement de Tarō Asō mais aussi en partie de la politique d'Ishihara. En effet, les démocrates avaient fait campagne en s'opposant fortement sur deux des principaux projets du gouverneur à cette époque, à savoir le maintien de la participation majoritaire du gouvernement métropolitain au capital de la très coûteuse Shinginko Tokyo Bank et le déménagement d'ici 2012 du marché aux poissons de Tsukiji à quelques kilomètres au sud de son emplacement actuel[réf. nécessaire].
En octobre 2009, après l'élimination de la candidature de Tokyo pour l'organisation des Jeux olympiques d'été de 2016 au 2e tour de scrutin le 2 octobre et l'élection de Rio de Janeiro, il dénonce, lors d'une conférence de presse, « une espèce de logique invisible à l'œuvre », estimant que sa « présentation était bien meilleure que celles des autres pays » (le dossier de la capitale japonaise avait en effet obtenu la meilleure note technique, à savoir 8,3) et accusant le président brésilien Luiz Inácio Lula da Silva d'être « venu faire des promesses osées aux représentants africains ». Ces propos ont immédiatement été qualifiés d'« inappropriés » et « regrettables » par le comité Rio 2016.
Le 1er avril 2010, le gouvernement de Tokyo met en place un programme décennal de baisse des émissions de CO2 avec pour but de réduire celles-ci de 20 % par rapport à leurs niveaux de 2000 d'ici 2020. Il comprend une obligation de réduction de 6 % des émissions des 1 400 usines et immeubles de bureaux les plus polluants de la métropole pour la période allant de 2010 à 2014, ce chiffre devant ensuite être révisé pour 2015-2020. Il met également en place la première bourse du carbone d'Asie, les entreprises ne parvenant pas à respecter leurs quotas devant acheter des permis d'émissions aux plus vertueuses sous peine d'amende. Ce projet anticipe celui du gouvernement du démocrate Yukio Hatoyama, qui s'est fixé un objectif ambitieux d'une réduction de 25 % de l'ensemble des gaz à effet de serre d'ici à 2020 par rapport au niveau de 1990 avec une bourse du carbone étendue à l'échelle du pays.
Le 10 avril 2010, il participe à la fondation du nouveau parti Tachiagare Nippon, étant notamment à l'origine du nom du mouvement. Celui-ci regroupe des parlementaires conservateurs ou nationalistes, pour la plupart dissidents du PLD dont ils jugent l'opposition au PDJ (désormais au pouvoir depuis septembre 2009) pas assez combattive, tels que Takeo Hiranuma ou Kaoru Yosano.
Le 20 octobre 2010, il rejette la proposition de la majorité détenue par le PDJ à l'Assemblée métropolitaine de reconstruire le marché aux poissons de Tsukiji sur son site actuel, l'estimant plus longue que son propre projet de le déplacer à Toyosu dans l'arrondissement voisin de Kōtō. De plus, il considère l'emplacement de Tsukiji comme trop sensible aux tremblements de terre et pas assez salubre. Il annonce dans le même temps que le gouvernement métropolitain va engager 128,1 milliards de yens pour acheter les terrains nécessaires à ce déménagement, estimant que les débats à l'Assemblée de Tokyo menés depuis un an ont duré trop longtemps et n'ont mené à rien de concret. La majorité démocrate a toutefois immédiatement rappelé son opposition à ce projet, et a menacé de bloquer le vote du budget pour l'année fiscale 2011 et tout projet de délibération présenté par Ishihara et son administration sur le sujet. De plus, les opposants au déplacement à Toyosu font valoir que le terrain choisi par le gouvernement métropolitain était autrefois occupé par une centrale à gaz et que des cancérogènes et autres toxines ont été détectés à des taux supérieurs à la normale. Ishihara répond que son gouvernement utilisera « la sagesse des plus grands universitaires de notre nation » pour sécuriser le site,.
Le 8 février 2011, le secrétaire général du PLD, et fils aîné du gouverneur, Nobuteru Ishihara, annonce dans une conférence de presse que son parti va lui demander de briguer un quatrième mandat lors des élections unifiées du 10 avril suivant. Deux jours plus tard, une réunion d'élus locaux libéraux-démocrates est organisée afin de faire pression sur Shintarō Ishihara pour qu'il se représente.
Le 14 mars 2011, trois jours après le séisme de la côte Pacifique du Tōhoku (dont les secousses ont aussi fortement touché Tokyo) et le tsunami, Ishihara provoque une nouvelle controverse dans la presse nationale et internationale en parlant de « punition divine » pour la « cupidité » supposée des Japonais,,. Il a en effet déclaré : « L'identité américaine, c'est la liberté. L'identité française, c'est la liberté, l'égalité et la fraternité. Le Japon n'a pas le sens de cela. Seulement la cupidité. Cupidité matérialiste, cupidité monétaire. Cette cupidité est liée au populisme. Ces choses doivent être nettoyées avec le tsunami. Pendant des années le cœur des Japonais s'est en permanence lié avec le démon. L'identité japonaise est la cupidité. Nous devons profiter de ce tsunami pour nettoyer cette cupidité. Je pense que c'est une punition divine ». Il a néanmoins également précisé dans la même déclaration que les victimes du désastre doivent pris en pitié, et a annoncé que le gouvernement métropolitain préparerait un plan d'aide aux zones sinistrées d'au moins 10 milliards de yens, pris sur les épargnes d'1 milliard de la capitale. Le gouverneur de la préfecture de Miyagi, Yoshihiro Murai, a tout particulièrement critiqué le discours d'Ishihara, lui reprochant de ne pas avoir pris suffisamment en considération les victimes de la catastrophe. Shintarō a dû ensuite s'excuser, dès le lendemain. Toujours le 14 mars, la municipalité déclare ne pas disposer pas de plan préétabli pour faire face aux conséquences de possibles retombées radioactives.

#### Quatrième mandat du gouverneur Ishihara
Le 10 avril 2011, Shintarō Ishihara, qui a fini par se laisser convaincre de se représenter essentiellement à la suite du séisme du 11 mars, est réélu pour un quatrième mandat de quatre ans. Ayant le soutien du PLD et du Nouveau Kōmeitō, il obtient 43,4 % des suffrages face à 10 autres candidats, dont surtout l'ancien gouverneur de préfecture de Miyazaki (jusqu'en janvier précédent) et ancien comique à la télévision Hideo Higashikokubaru (28,06 %), l'ancien dirigeant de la chaîne de restaurants Watami, investi par la fédération locale du PDJ, Miki Watanabe (16,81 %) et l'ancien conseiller communiste Akira Koike (10,35 %).
Le 17 avril 2012, Shintarō Ishihara annonce vouloir que la préfecture de Tokyo rachète les îles Senkaku. La préfecture est en négociation depuis décembre 2011 avec le propriétaire des terrains des îles Uotsuri-jima, Kita-kojima et Minami-kojima, Kunioki Kurihara, pour un prix proche des 2 milliards de yens (20 millions d'euros),. Une souscription publique est lancée, qui récolte plus de 1,4 milliard de yens, ce qui témoigne d'un certain appui parmi la population japonaise. Le ministère des Affaires étrangères chinois s'offusque de cette annonce, et affirme que ces îles appartiennent à la république populaire de Chine. Shintarō Ishihara récidive le 28 juin suivant en proposant de nommer « Sen Sen » ou « Kaku Kaku » le bébé panda géant né d'un couple d'animaux prêtés par la Chine au zoo d'Ueno, provoquant une nouvelle réaction indignée de Pékin. Fin août 2012, des militants taïwanais pro-chinois ont annoncé leur intention d'aller construire un temple taoïste sur les îles, pour marquer leur appartenance à la Chine.
Pour contrer la proposition d'Ishihara, le premier ministre japonais Yoshihiko Noda annonce à son tour le 7 juillet 2012 que le gouvernement central souhaite acheter les trois îles Senkaku appartenant à Kunioki Kurihara à la place de la préfecture de Tokyo, Shintarō Ishihara prévoyant de les acheter en avril 2013. Le gouvernement loue alors les terrains de ces trois îles 24,5 millions de yens par an (250 000 euros). Selon le Yomiuri Shimbun, le gouvernement a conclu le 3 septembre 2012 un contrat d'achat pour 2,05 milliards de yens (21 millions d'euros). Le gouvernement confirme une semaine plus tard avoir conclu un accord le 7 septembre suivant. La réaction du premier ministre chinois Wen Jiabao ne se fait pas attendre : « Les îles Diaoyu sont partie intégrante du territoire chinois. Sur les questions concernant la souveraineté et les territoires, le gouvernement et le peuple chinois ne cèderont jamais un centimètre carré ».

#### Après le gouvernorat
Ishihara annonce sa démission du poste de gouverneur le 25 octobre 2012 pour former son propre parti et se présenter aux élections nationales. Il est remplacé à titre intérimaire par Naoki Inose le 31 octobre. Le 17 novembre, le parti d'Ishihara, le Parti de l'aube se fond dans l'Association pour la restauration du Japon (ARJ). Ishihara devient le président de ce parti.
Lors des élections législatives du 16 décembre 2012, la liste qu'il mène à la proportionnelle dans le bloc de Tokyo obtient 1 298 309 voix et 19,9 % des suffrages exprimés, soit le deuxième meilleur score derrière le PLD (24,9 %) mais devant le PDJ (15,4 %), obtenant 3 sièges sur 17 à pourvoir. Shintarō Ishihara retrouve ainsi un siège de député. Son parti obtient en tout 54 élus, soit seulement 3 de moins que les démocrates. Le même jour, son vice-gouverneur (qui tenait l'intérim depuis sa démission), Naoki Inose, qu'il soutenait personnellement, a été élu pour lui succéder à la tête de la métropole de Tokyo.
Il meurt le 1er février 2022 à l'âge de 89 ans.

## Controverses
La vie tumultueuse de Shintarō Ishihara et son « franc-parler » ont fait de lui une personnalité politique japonaise en vue au Japon et à l'étranger. Ses paroles chocs et politiquement incorrectes ont souvent suscité des polémiques venant d'opposants politiques et de pays ennemis ou critiques du Japon.

### Ishihara et la langue française
Le gouverneur est connu pour avoir étudié le français et la littérature française, pour avoir, notamment, lu Sartre et pour avoir une vive passion pour les dadaïstes français. Amoureux d'une jeune Française, il a été ami avec André Malraux, Raymond Aron et François Truffaut. Source d'inspiration de la Nouvelle Vague française, Ishihara a aussi participé avec Truffaut à un projet international de film, L'Amour à vingt ans. Son ami et mentor Yukio Mishima a écrit, sous l'influence de François Mauriac, son deuxième roman Une soif d'amour (la mère de Mishima parlait français). Et les œuvres du mentor de Mishima, Yasunari Kawabata, prix Nobel de littérature en 1968, sont en grande partie inspirées du dadaïsme et de l'expressionnisme français du début du XXe siècle.
En novembre 2004, le gouverneur de Tokyo et le maire de Paris, Bertrand Delanoë, prirent le temps de discuter « pour faire le point des échanges et des nouvelles coopérations d'intérêt mutuel pour l'avenir. »

### Ishihara et le nationalisme
Lors d'une conférence à l'initiative de la chambre de commerce américaine de Tokyo, Ishihara a rappelé qu'il n'était pas nationaliste, mais « un patriote ayant à cœur de défendre les intérêts du Japon. » À une autre occasion : « J'aime le sumo et le kabuki, mais je n'ai pas nécessairement d'idées ethnocentriques qui font que je penserais que tout ce qui est japonais est meilleur. Dans les relations Japon–États-Unis, ce que je déteste le plus, c'est le Japon. »

### Ishihara et les États-Unis
Ishihara était l'ami du président Ronald Reagan mais ne cache pas son opposition à la présence des forces militaires américaines au Japon, ni de vouloir défendre les intérêts économiques du Japon face aux intérêts américains. Il est proche de revues pro-américaines anticommunistes comme Sankei Shimbun.

### Ishihara et les étrangers
En 2003, Gregory Clark, ancien diplomate australien, expliquait que les médias occidentaux ont une propension à négliger et à faire de mauvaises citations des politiques japonais. Clark a notamment remarqué qu'Ishihara a souvent parlé du Japon comme un « zasshu minzoku » (une « nation bâtarde ») qui « ferait bien d'accueillir l'immigration », incluant une immigration asiatique.
En mars 2005, le gouverneur de Tokyo a déclaré : « Nous devons approfondir notre compréhension mutuelle avec les peuples de la terre de manière à réaliser une paix durable. »[réf. nécessaire]
Il a multiplié les déclarations à caractère souvent xénophobe visant les Chinois, les Coréens et les Occidentaux. Par ailleurs, en tant que gouverneur, il a eu des propos très durs sur les crimes commis par les étrangers en situation irrégulière au Japon.

### Signification du termesangokujinpour Ishihara
TIME : Pour vous, à quoi fait référence pour vous le terme sangokujin ?
Ishihara : Le premier sens du mot est étranger. Le second sens est (pour une certaine période après la Seconde Guerre mondiale) utilisé pour désigner les gens des anciennes colonies comme Taïwan et la Corée. Une autre manière de l'utiliser était lorsque des soldats américains enfonçaient les portes de nos maisons. Nous disions un très grand sangokujin a enfoncé notre porte.
TIME : Avez-vous été surpris par la réaction négative à votre discours ?
Ishihara : Je me suis référé aux nombreux Sangokujin qui sont entrés illégalement au Japon. J'ai pensé que certaines personnes ne connaîtraient pas ce mot, alors j'ai paraphrasé et j'ai utilisé le mot de gaikokujin (« étrangers »). Mais c'était un journal de vacances alors les agences de presse ont délibérément mis la partie avec sangokujin en avant, et cela causant le problème.

### Ishihara et la Chine
Le gouverneur de Tokyo est un ami du président taïwanais, mais ne cache pas son aversion envers les régimes non démocratiques. Il est bien perçu à Taiwan, mais détesté par les autorités de la république populaire de Chine.
Le 21 septembre 2010, à la suite des tensions entre la Chine et le Japon autour des îles Senkaku, il appelle le gouvernement japonais à prendre des « mesures énergiques » en cas de présence de la marine chinoise dans les eaux japonaises et déclare que « la Chine se comporte de manière irrationnelle, comme le feraient des yakuza (la mafia japonaise). »

### Ishihara et le massacre de Nankin
Ishihara, figure influente de l'organisation révisionniste et nationaliste Nippon Kaigi, estime que le massacre de Nankin est une « invention chinoise qui a terni l’image du Japon. C’est un mensonge ».

### Propos homophobes et misogynes
Il s'en est pris aux homosexuels, les jugeant « anormaux », et aux femmes, qu'il décrit comme « inutiles dès lors qu’elles ont perdu leurs fonctions reproductrices ».

## Œuvres
- Taiyō no kisetsu (太陽の季節?, La Saison du soleil) ; Prix Akutagawa et Prix du meilleur nouvel auteur de l'année ;
- Kurutta kajitsu (狂った果実?, Fruits fous ; Crazed fruit)
- Kaseki no mori (化石の森?, La forêt pétrifiée) ; Prix du Ministère de l'Éducation
- Seinen no ki (青年の樹?, L'arbre de la jeunesse)
- Seishun to wa nanda (青春とはなんだ?, Qu'est-ce que la jeunesse ?)
- Suparuta kyōiku (スパルタ教育?, L'éducation spartiate)
- Yabanjin no daigaku (野蛮人の大学?, L'université des barbares)
- Seikan (生還?, Revenir en vie)
- Ototo (弟?, Petit frère) ; Prix spécial Mainichibungakushō
- Oi te koso jinsei (老いてこそ人生?, La vie des personnes âgées)
- No' to ieru nihon (「NO」と言える日本?, Le Japon sans complexe ; Le Japon qui peut dire « No ») ; en collaboration avec Akio Morita.
- Soredemo No to ieru nihon. Nichibei aida konponmondai (それでも「NO」と言える日本 ―日米間の根本問題―?, Le Japon peut encore dire « No ». La question du principe des relations Japon-États-Unis), en collaboration avec Shōichi Watanabe et Kazuhisa Ogawa.
- Sensenfukoku (宣戦布告「NO」と言える日本経済 ―アメリカの金融奴隷からの解放―?, Proclamation de guerre, l'économie japonaise qui peut dire « No », l'émancipation de l'état de servitude envers la circulation monétaire américaine)
- Kokka naru genei (国家なる幻影?, Le fantôme qui devient un pays)
- « Chichi » nakushite kuni tatazu  (“父”なくして国立たず?, Le père perd, la nation ne se lève pas)
- Ima, 'Tamashii' no kyōiku (今、「魂」の教育?, L'éducation de l'Âme, aujourd'hui)
- Boku wa kekkon shinai (僕は結婚しない?, Je ne suis pas marié)
- Waga jinsei no toki no toki (わが人生の時の時?, Le Point ultime de la vie), 1990
- Hisai (秘祭?, Fête secrète)
- Seisan (聖餐?, Serviteur)
- Kaze ni tsuite no kioku (風についての記憶?, Mémoire au sujet de la voie)
- Ore wa kimi no tame ni koso shini ni iku (俺は、君のためにこそ死ににいく（製作総指揮・脚本）?, Je vais mourir pour vous), script pour un film
- Avec Nosaka Akiyuki, « Mishima : l'homme et son masque », Cahiers du Japon, no 69, automne 1996

## Filmographie

### Production
- 1966 : Captive's Island (処刑の島, Shokei no shima?) de Masahiro Shinoda

### Réalisateur
- 1958 : Jeune brute (若い獣, Wakai kedamono?) de Shintarō Ishihara
- 1962 : L'Amour à 20 ans (二十歳の恋, Hatachi no koi?), sketch Tokyo (les autres sketches étant réalisés par Marcel Ophüls, Roberto Rossellini, François Truffaut et Andrzej Wajda).

### Scénariste
- 1956 : Passions juvéniles (狂った果実, Kurutta kajitsu?) de Kō Nakahira
- 1956 : L'Été de l'éclipse solaire (日蝕の夏, Nisshoku no natsu?) de Hiromichi Horikawa
- 1956 : Bague de fiançailles (婚約指輪, Konyakuyubiwa?) de Shūe Matsubayashi
- 1957 : J'attends (俺は待ってるぜ, Ore wa matteruze?) de Koreyoshi Kurahara
- 1958 : Couteau rouillé (錆びたナイフ, Sabita naifu?) de Toshio Masuda
- 1958 : L'Homme au milieu du brouillard (霧の中の男, Kiri no naka no otoko?)) de Koreyoshi Kurahara
- 1958 : L'Évasion du mur de la mort (死の壁の脱出, Shi no kabe no dasshutsu?) de Eisuke Takizawa
- 1958 : Jeune Brute (若い獣, Wakai kedamono?) de Shintarō Ishihara
- 1959 : Mer furieuse (海は狂っている, Umi wa kurutteiru?) de Takumi Furukawa
- 1959 : La Femme qui vient du fond de l'océan (海底から来た女, Kaitei kara kita onna?) de Koreyoshi Kurahara
- 1960 : Tuer le meilleur (トップ屋を殺せ, Toppuya o korose?) de ? Takahashi (高橋 典?)
- 1966 : Captive's Island (処刑の島, Shokei no shima?) de Masahiro Shinoda
- 1966 : C'est ça la jeunesse (これが青春だ！, Kore ga seishun da!?) de Ken Matsumori
- 1968 : Entendre la chanson de la vengeance (復讐の歌が聞える, Fukushū no uta ga kikoeru?) de Masahisa Sadanaga et Shigeyuki Yamane
- 1998 : Festival Secret (秘祭, Hisai?) de Taku Shinjō
- 2006 : Ore wa, kimi no tame ni koso shini ni iku (俺は、君のためにこそ死ににいく?) de Taku Shinjō

### Adaptations cinématographiques
- 1956 : La Saison du soleil (太陽の季節, Taiyō no kisetsu?) de Takumi Furukawa
- 1956 : La Salle du châtiment (処刑の部屋, Shokei no heya?) de Kon Ichikawa
- 1956 : Passions juvéniles (狂った果実, Kurutta kajitsu?) de Kō Nakahira
- 1956 : L'Été de l'éclipse solaire (日蝕の夏, Nisshoku no natsu?) de Hiromichi Horikawa
- 1956 : Bague de fiançailles (婚約指輪, Konyakuyubiwa?) de Shūe Matsubayashi
- 1956 : Éclipse lunaire (月蝕, Gesshoku?) de Umetsugu Inoue
- 1958 : Couteau rouillé (錆びたナイフ, Sabita naifu?) de Toshio Masuda
- 1958 : L'Homme au milieu du brouillard (霧の中の男, Kiri no naka no otoko?) de Koreyoshi Kurahara
- 1958 : Jeune Brute (若い獣, Wakai kedamono?) de Shintarō Ishihara
- 1958 : Jeu parfait (完全な遊戯, Kanzenna yūgi?) de Toshio Masuda
- 1959 : Mer furieuse (海は狂っている, Umi wa kurutteiru?) de Takumi Furukawa
- 1959 : Carte maritime (海の地図, Uminochizu?) de Manao Horiuchi
- 1959 : La Femme qui vient du fond de l'océan (海底から来た女, Kaitei kara kita onna?) de Koreyoshi Kurahara
- 1959 : Yoru o sagasse (夜を探がせ?) de Shūe Matsubayashi
- 1960 : L'Arbre de la jeunesse (青年の樹, Seinen no ki?) de Toshio Masuda
- 1960 : Le Baiser du voleur (接吻泥棒, Seppundorobō?) de Yūzō Kawashima
- 1961 : Amour et Flammes (愛と炎と, Ai to honoho to?) de Eizō Sugawa
- 1961 : Le Chasseur débutant (青い狩人, Aoi karyūdo?) de Motomu Ida
- 1962 : Faire face au nuage (雲に向かって起つ, Kumo ni mukatte tatsu?) de Eisuke Takizawa
- 1962 : Interdiction (禁断, Kindan?) de Yoshio Inoue
- 1963 : La Magnifique Femme ingrate (素晴らしい悪女, Subarashii akujo?) de Hideo Onchi
- 1963 : Le Prince du loup (狼の王子, Ookami no ōji?) de Toshio Masuda
- 1963 : Voyage à petit risque (小さな冒険旅行, Chiisana bōken ryokō?) de Nagisa Oshima
- 1964 : Fleur pâle (乾いた花, Kawaita hana?) de Masahiro Shinoda
- 1964 : Les Objets détruits (敗れざるもの, Yaburezarumono?) de Akinori Matsuo
- 1965 : De nombreux nuages (おゝい雲！, Ooikumo?) de Masaharu Segawa
- 1965 : Qu'est-ce que la jeunesse ? (青春とはなんだ, Seishun to wa nanda?) de Toshio Masuda
- 1967 : Refuser de devenir un homme (男なら振りむくな, Otokonara furimukuna?) de Yoshitarō Nomura
- 1968 : Entendre la chanson de la vengeance (復讐の歌が聞える, Fukushū no uta ga kikoeru?) de Masahisa Sadanaga et Shigeyuki Yamane
- 1968 : Poème de l'amour obsédant - Chaleur d'été (狂戀詩, Summer Heat?) de 湯樹希
- 1969 : La Cravate du barbare (野蛮人のネクタイ, Yabanjin no nekutai?) de 鍛治昇
- 1970 : L'Éducation spartiate - va te faire foutre vieillard (スパルタ教育　くたばれ親父, Sparuta kyōiku kutabare oyaji?) de Toshio Masuda
- 1973 : La Forêt pétrifiée (化石の森, Kaseki no mori?) de Masahiro Shinoda
- 1977 : L'Arbre de la jeunesse (青年の樹, Seinen no ki?) de Kiyoshi Nishimura
- 1998 : Festival secret (秘祭, Hisai?) de Taku Shinjō
- 2002 : La Saison du soleil (太陽の季節, Taiyō no kisetsu?) de Nobuhiro Doi
- 2004 : Ototo (弟?), série TV

### Acteur
- 1956 : La Saison du soleil (太陽の季節, Taiyō no kisetsu?) de Takumi Furukawa : joueur de foot
- 1956 : Passions juvéniles (狂った果実, Kurutta kajitsu?) de Kō Nakahira
- 1956 : L'Été de l'éclipse solaire (日蝕の夏, Nisshoku no natsu?) de Hiromichi Horikawa : Naoki Mishima (三島直樹?)
- 1956 : Bague de fiançailles (婚約指輪, Konyakuyubiwa?) de Shūe Matsubayashi
- 1957 : Un héros dangereux (危険な英雄, Kiken na eiyu?) de Hideo Suzuki : Akira Fuyuki (冬木明?)
- 1957 : Le Trou (穴, Ana?) de Kon Ichikawa : un jeune écrivain
- 1960 : Le Baiser du voleur (接吻泥棒, Seppun dorobō?) de Yūzō Kawashima : Shintarō Ishihara
- 1965 : La Guerre des espions (異聞猿飛佐助, Ibun Sarutobi Sasuke?) de Masahiro Shinoda : Saizo Kirigakure

## Autres fonctions de responsabilité
- Président du Club de soutien de la Totsuka Yacht School
- Vice-président de Nihonjūtakukyōkai (Société japonaise des immeubles résidentiels)
- Membre de la Société japonaise pour la réforme des manuels d'histoire.
- Président de la Japan-Israel Friendship Association.